# Shaheen Sheik
Shaheen Sheik (n. en Cleveland, Ohio, 17 de junio de 1975) es una cantante, actriz, productora y bailarina india, ella reside actualmente en Los  Ángeles, California (Estados Unidos). Su obra musical abarca varios géneros, incluyendo el rock / pop, electrónica y música chill-out. Ella creció en Cleveland y Los Ángeles, aunque su familia son originarios de Tiruchirappalli, Tamil Nadu, India.

## Biografía
Shaheen nació en Cleveland, Ohio, sus padres son, Iqbal Sheik, una psiquiatra, y Sharfudheen Sheik, un ingeniero mecánico. Ella tiene un hermano mayor llamado, Zafar Sheik,, que es médico y trabaja en Warren, Ohio. Cuando era una adolescente, su familia se trasladó a Orange, California.
En su niñez incursionó en el baile clásico y empezó a estudiar guitarra y voz. Recibió su titul en Anthrolopolgía de la Universidad de California en Berkeley y luego estudió Derecho en la Universidad de Virginia.

## Carrera
En el  2000, después de graduarse de la universidad en la carrera de derecho, se dedicó a su carrera musical, después se hizo conocer como cantante e intérprete, cuando dio un concierto en el salón de Lush de San Francisco. Poco tiempo después, se mudó a Los Ángeles y comenzó para realizar otro concierto abierto y en vivo junto a otros gfamosos como, Catherine Feeney, Murdoch Alexi y Purdy Joe.
En 2003, lanzó su primer álbum, en vivo desde Santosha, en 2003, que fue grabado y editado en vivo en Los Ángeles en el festival de Genghis Cohen. Más tarde, ese mismo año, lanzó su próximo EPde grabado en estudio, titulado "In Your Love".

## Discografía
Álbumes
- Live From Santosha (2003)
- In Your Love  (EP) (2003)
- Rock Candy (2005)
- Revolution (1 de mayo de 2008)

Compilaciones
- “Wildflower World (Wild Orchid Mix)” - Chillbar Volume 1 (2008)
- “Here We Go (SoulAvenue Erhu Blues Mix)” - Buddha Bar Volume 12 (2010)
- SoulAvenue featuring Shaheen Sheik “One by One” – Buddha Bar Volume 13 (2011)